# Euryparyphes gharbensis
Euryparyphes gharbensis är en insektsart som beskrevs av Defaut 1987. Euryparyphes gharbensis ingår i släktet Euryparyphes och familjen Pamphagidae. Inga underarter finns listade i Catalogue of Life.